# Philonotis catenulata
Philonotis catenulata là một loài rêu trong họ Bartramiaceae. Loài này được Hampe Paris mô tả khoa học đầu tiên năm 1897.